# 朱泰壄
東阿端懿王朱泰壄（1417年—1495年），明朝魯藩第一代東阿王，魯靖王朱肇煇的庶第五子。

## 生平
宣德二年（1427年）二月，獲賜名泰壄。正統二年（1437年）四月，封東阿王。
弘治八年（1495年）九月，朱泰壄去世，享年七十九歲，諡號端懿。三年後，嫡第二子鎮國將軍朱陽鏢襲爵。

## 家庭

### 妻妾
- 徐氏，訓科徐鷟女，正統二年（1437年）四月冊為東阿王妃[2]。

### 子孫
- 嫡長子：東阿長子→東阿悼和王（追封）朱陽鐔
- 嫡第二子：鎮國將軍→東阿榮靖王朱陽鏢[4]
- 第三子：朱陽鑇
- 第四子：鎮國將軍朱陽鋑，夫人孔氏[5]
  - 孫：輔國將軍朱當渤
    - 曾孫：奉國將軍朱健梗，後管理東阿王府事[6]
    - 曾孫：朱健楫，早卒
    - 曾孫：奉國將軍朱健枇
    - 曾孫女：登封縣君，儀賓田養民
    - 曾孫女：青田縣君，儀賓高魁
    - 曾孫女：石埭縣君，儀賓王應奎[7]

  - 孫：朱當汶[8]
- 第五子：朱陽鑶[5]